# بريندون آدامز
بريندون آدامز (10 مارس 1984 في جنوب أفريقيا - ) (بالإنجليزية: Brendon Adams)‏ هو لاعب كريكت جنوب أفريقي. لعب مع Boland (cricket team) ‏ وGauteng (cricket team) ‏.